# Conocimiento empírico
El conocimiento empírico es aquel que está basado en las experiencias, en último término, es la percepción que tenemos del mundo, pues nos dice qué es lo que existe y cuáles son sus características.

## Características
- Particular: cuando no puede garantizar que lo conocido se cumpla siempre y en todos los casos, como ocurre con el conocimiento: «En otoño, los árboles pierden sus hojas».

- Contingente: el objeto al que atribuimos una propiedad o característica es pensable que no la tenga: incluso si hasta ahora los árboles siempre han perdido sus hojas en otoño, es pensable que en un tiempo futuro no las pierdan.

## Empirismo

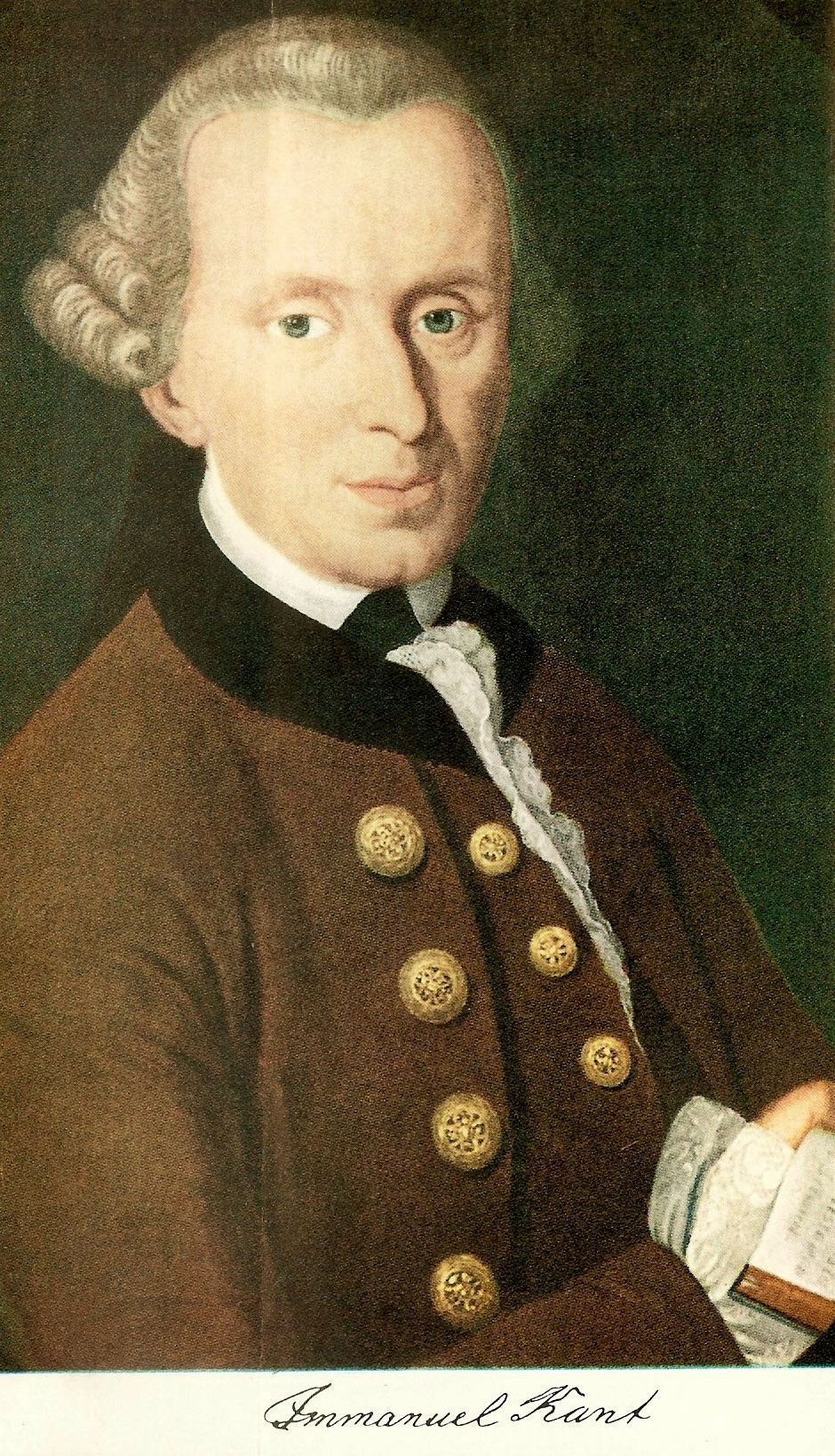
Immanuel Kant, filósofo quien reflexionó acerca del empirismo

El empirismo considera el conocimiento de la naturaleza, sin embargo Kant propuso que una parte de este conocimiento es a priori (universal y necesario), y ello por “todo conocimiento empieza con la experiencia, pero no por eso todo él procede de la experiencia”. Así mismo Kant nos deja claro el conocimiento a priori, es el conocimiento puro al que no se le ha añadido ningún concepto empírico lo que facilita diferenciar los juicios a priori y  a posteriori. Dando una explicación más detallada de los juicios a priori, Kant nos pone un punto de partida donde se debe juzgar antes de que pase el suceso para validarlo y que cuente como racionalista, del mismo modo debe tener propiedades y la validez universal y necesaria para ser un criterio diferenciación. Un ejemplo para probar esto sería: "Si eliminamos de cada objeto estas características o incorporamos sus características empíricas, solo permanecerían sus propiedades del conocimiento a priori, por ejemplo el espacio". Siguiendo con esta ejemplificación se podría decir que el espacio no es una característica del cosmos, sino de la razón, la razón lo pone para poderlo experimentar porque, el tiempo y el espacio son a priori.
- Véase también los tipos de juicios lo cuales son:

-Analítico: El predicado está contenido en el sujeto, siendo este a priori.
Ejemplo: Todos los objetos están contenidos en el universo.
Sintético: Esto significa que el predicado no está en la definición del sujeto, siendo este a posteriori.

Se le llama también "vulgar" o "popular" y se obtiene por azar, luego de innumerables tentativas cotidianas. Es ametódico y asistemático. Permite al ser humano conducirse en la vida diaria, en el trabajo, en el trato con los amigos y en general manejar los asuntos de rutina. Una característica de este conocimiento es el ser indispensable para el comportamiento diario, y por lo mismo a él recurren todos por igual: cineastas, burócratas, voceadores de productos, biólogos, artistas, entre otros. El conocimiento vulgar no es teórico sino práctico; no intenta lograr explicaciones racionales; le interesa la utilidad que pueda prestar antes que descifrar la realidad. Es propio de las personas comunes, sin formación, pero con conocimiento del mundo material exterior en el cual se halla inserto.
En cuanto al alcance, lo único real es lo que se percibe; lo demás no interesa. A través del conocimiento empírico la gente común conoce los hechos y su orden aparente y surte respuestas (explicaciones) concernientes a las razones de ser de las cosas, pero muy pocas preguntas acerca de las mismas; todo ello logrado por experiencias cumplidas al azar, sin método, y al calor de las circunstancias de la vida, por su propio esfuerzo o válido del saber de otros y de las tradiciones de la colectividad. Su fuente principal son los sentidos. Toda esta clase de conocimientos es lo que puede catalogarse también como "saberes".